# Ярошенко, Илья Тихонович
Илья Тихонович Ярошенко — советский хозяйственный и государственный деятель, лауреат Государственной премии СССР за выдающиеся достижения в труде.

## Биография
Родился в 1922 году в станице Зеленчукской. Член КПСС.
Участник Великой Отечественной войны.
В 1943—1982 годах — водитель, бригадир водителей автомобилей автоколонны 1194 Северо-Кавказского территориального
транспортного управления.
В 1976 году при плане 84,1 тысячи тонн бригада И. Т. Ярошенко 12 автопоездами перевезла 114,8 тысяч тонн народнохозяйственных грузов. Выработка на каждый автомобиль в 10 раз превысила отраслевую норму.
За инициативу в развитии соцсоревнования за повышение эффективности и качества работы на водном, автомобильном и ж/д порте был в составе коллектива удостоен Государственной премии СССР за выдающиеся достижения в труде 1977 года. Один из инициаторов бригадного подряда зерновозов в Ростовской области.
Умер в Ростовской области после 1985 года.

## Награды
- Орден Ленина
- Орден Отечественной войны II степени (06.04.1985)
- Орден Знак Почёта